# Cantó de Saint-Benoît-du-Sault
El cantó de Saint-Benoît-du-Sault és un cantó francès del departament de l'Indre, situat al districte de Le Blanc. Té 14 municipis i el cap és Saint-Benoît-du-Sault.

## Municipis
- Beaulieu
- Bonneuil
- Chaillac
- La Châtre-Langlin
- Chazelet
- Dunet
- Mouhet
- Parnac
- Roussines
- Sacierges-Saint-Martin
- Sent Benèt de Saut (Saint-Benoît-du-Sault)
- Saint-Civran
- Saint-Gilles
- Vigoux

## Història
| Data d'elecció                           | Identitat                                | Partit          | Qualitat |
| ---------------------------------------- | ---------------------------------------- | --------------- | -------- |
| 1945-1958                                | Fernand Portier                          | SFIO            |          |
| 1958-1961                                | André de Brousse de Montpeyroux-Bretagne | Divers droite   |          |
| 1961-1982                                | Guy Charret                              | PCF             |          |
| 1982-                                    | Gérard Mayaud                            | UDF, després NC |          |
| les dades anteriors no són pas conegudes |                                          |                 |          |
|                                          |                                          |                 |          |

## Demografia
| A partir de 1990: Població sense dobles comptes |